# クアドリフォリオ
『クアドリフォリオ』（QUADORIFOGLIO）は、岡本健志による日本の漫画作品。『A-ZERO』（双葉社）にて2008年8月号から11月号2009年1月号、3月号から7月号まで連載された。単行本は全2巻。
またブックラウドの電子漫画雑誌『コミックラウド』創刊号から『クアドリフォリオ・ドゥーエ』と改題し続編が連載中。

## あらすじ
整備工場“クアドリフォリオ”の所長・四條源の孫・ヨツバは、“車の声”が聞こえる不思議な力を持つ女子高生。高校の担任教師・七瀬の愛車・スパイダーの不具合を見抜き驚かせる。実はヨツバの父は今は亡き伝説のドライバー・四條徹だった。なお、『クアドリフォリオ』は自動車業界ではアルファロメオが車体につけるマークとして広く知られており、イタリア語で「四つ葉のクローバー」を意味する。

## 登場人物

### 整備工場・クアドリフォリオ
四條 ヨツバ（しじょう ヨツバ）
五感を研ぎ澄ませると、“車の声が聴こえる”という不思議な力を持つ女子高生（ただし、”車の声”を聞くことは体と精神に負担とストレスをかなりかける）。車の運転免許と自動車整備士の免許を持っており、学校に通いながら、祖父・源の手伝いをしている。車の修理に関しては、職人さながらに固執する。幼い頃からカートのレースでドライビングテクニックを鍛えてきた。レーシングカーのプラモデル作りが趣味で工業系の大学で自動車工学を学びたいと思っている根っからの車大好き少女である。父・徹の形見であるアルファロメオ・SZへの思い入れはかなりのものがある。
中堂 ヒデキ（なかどう ヒデキ）
ディーラー系（Auto Delta）のメカニックをやっていたが、ある事情のために辞めてクアドリフォリオに来る。言葉遣いやケンカっ早い態度に多少の難があるものの、所長の源から”ウチは小さい店だからメカニックマンでも接客態度や言葉遣いも大事だ”と言われすぐに改める適応力も持っている。Auto Deltaの営業マン東雲圭とは因縁浅からぬ仲でヨツバと一緒にAuto Deltaからの修理依頼の車を取りに行った時に圭に出くわしぶん殴ったが後に冴子に圭に”すまない”と謝罪の言葉を伝言するように頼む。
四條 源（しじょう げん）
イタ・フラ系車専門の自動車整備工場、“クアドリフォリオ”の所長であり、ヨツバの祖父。冷静沈着、温和な性格で、傍目には貫禄のある気の良い人物だが、かつてはプリッツフォーミュラのチーフエンジニアを務めた知る人ぞ知る凄腕のメカニックマンだった。

### その他
七瀬（ななせ）
ヨツバの通う高校の担任教師。愛車はアルファロメオ・スパイダー3.0Ｖ6。ヨツバが「車の声を聴く」ところを目の前で見て驚く。
松木（まつき）
クアドリフォリオに愛車アルファロメオ・156の修理を依頼している関西弁で話す客。明後日にサーキットでの走行会があるため、納期日になっても引渡しの連絡がないことから強引に車を引き取りにきたが、ヨツバの身を挺した引き止めや、まだ完全に仕上がっていないと言う祖父・源の説得により明日9時までに最優先で仕上げる事で渋々了承する。
東雲 圭（しののめ けい）
Auto Deltaの営業マンでヒデキとは同期入社の元同僚であった。共に血気盛んでヒデキは整備、圭は営業と畑は違えどお互いライバル意識が強かったが当初は仲が悪かった訳ではなくむしろ互い車好きというこで認め合う仲であった、しかしAuto Deltaの社長が交代し圭が営業部長に昇進したあたりから雲行きがおかしくなる。元々上昇志向の強い圭は会社の売上げを伸ばすため新車販売に重点を置くプランを掲げ利益優先で旧車のメンテナンスを控えた客に対して、同僚&部下を厳しく叱咤してまで強引に新車への買い換えを勧めその方針が古くからの常連客との事で問題を起こした。客の前でヒデキは"まだ十分に走れる車を何故修理してはいけないのか”と圭にくってかかり圭は”客に新車を勧めて何が悪い”と反論、後日この一件が社長にまで伝わりヒデキの客の前での振舞いが問題になった、整備士仲間は”東雲も悪い”と庇ったが会社は営業力がある圭を擁護し整備の腕はピカイチながら普段から口の悪いヒデキだけを悪者にし会社の圧力でヒデキを辞めさせることになる。
冴子（さえこ）
Auto Deltaの受付嬢で圭の彼女。入社当時は車の事については何の知識も無かった。ヒデキが圭を殴った理由を事のあった後日Auto Deltaに来たヨツバに話す、またAuto Deltaの社長に直談判してまで自社の顧客のアルファロメオ・ジュリアGTVの修理をクアドリフォリオに依頼する。
四條 徹（しじょう とおる）
かつて80年代後半F3で活躍し将来のF1パイロットを嘱望されていた「レーシング・マエストロ」と言われた名ドライバーで源の息子にしてヨツバの父。鈴鹿でプリッツレーシングのテスト走行の最中のクラッシュ事故で、父・源や娘・ヨツバの見ている前で死亡した、なおヨツバは父・徹を失ったストレスから事故の事はおぼえていない。事故の前に父・源にスポンサーから貰ったアルファロメオ・SZを預けていくが結局それが徹の形見となってしまう。

### ホーク・エンジニアリング
三鷹 麗奈（みたか れな）
ホーク・エンジニアリングのF1プロジェクトのリーダー。ひょんな事からヨツバにレースをするよう申し入れる。
三鷹（みたか）
ホーク・エンジニアリングのCEO（最高経営責任者）で麗奈の父。

## 単行本
- ACTION COMICS（双葉社）全2巻
- 1巻　: ISBN 978-4-575-83596-0
- 2巻　: ISBN 978-4-575-83668-4